# Govinda (skådespelare)
Govinda (Govind Ahuja), född 21 december 1963 i stadsdelen Virar i Bombay, är en filmskådespelare samt indisk politiker (INC) och ledamot av Lok Sabha. Govinda slog igenom i filmen Ilzaam (1986) och gjorde sig känd som dansstjärna i Bollywood innan han vände sig till politiken.